# Anthogorgia aurea
Anthogorgia aurea is een zachte koraalsoort uit de familie Acanthogorgiidae. De koraalsoort komt uit het geslacht Anthogorgia. Anthogorgia aurea werd in 1910 voor het eerst wetenschappelijk beschreven door Nutting. 